# آرایشگاه: اصلاح بعدی
آرایشگاه ۳: اصلاح بعدی (انگلیسی: Barbershop 3: The Next Cut) یک فیلم کمدی-درام آمریکایی به کارگردانی مالکوم دی. لی با بازی آیس کیوب که در سال ۲۰۱۶ منتشر شد.